# 6e cérémonie des Victoires de la musique
La 6e cérémonie des Victoires de la musique a lieu le 2 février 1991 au Zénith de Paris. Elle est présentée par Jean-Luc Delarue et présidée par Yves Montand.

## Palmarès
Les gagnants sont indiqués ci-dessous en tête de chaque catégorie et en caractères gras.

### Artiste interprète masculin

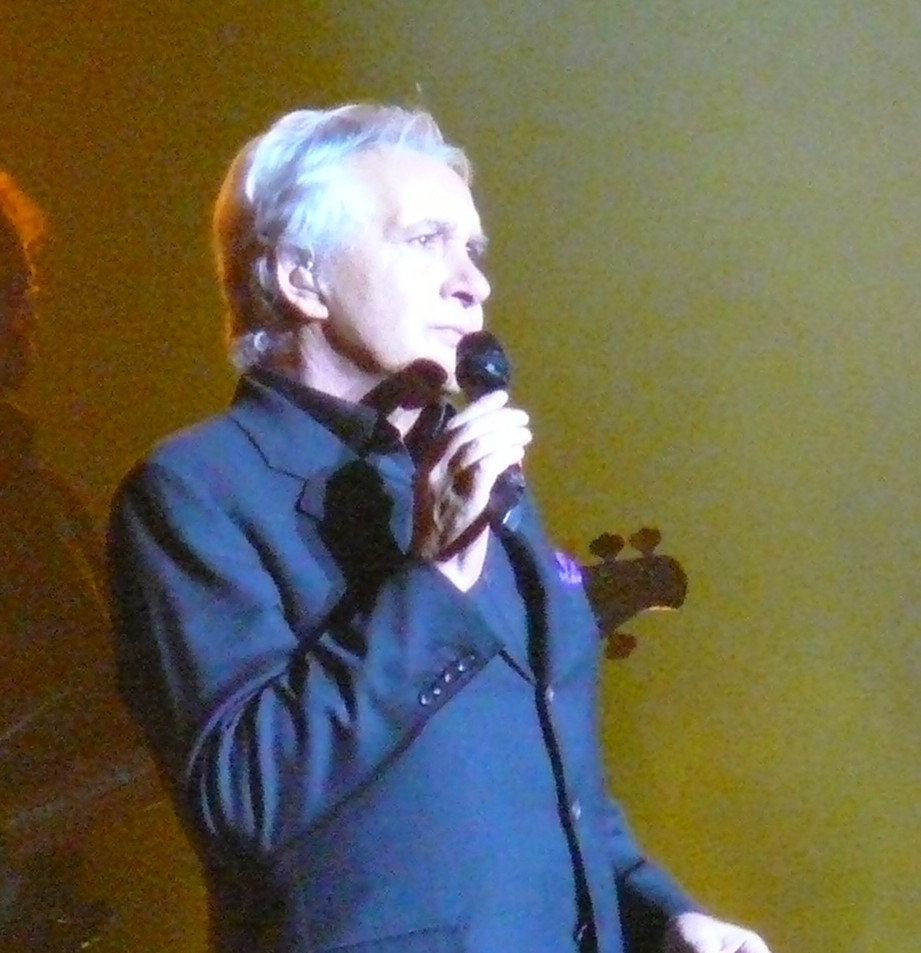
Michel Sardou, artiste masculin.

- Michel Sardou
  - Patrick Bruel
  - Julien Clerc

### Artiste interprète féminine

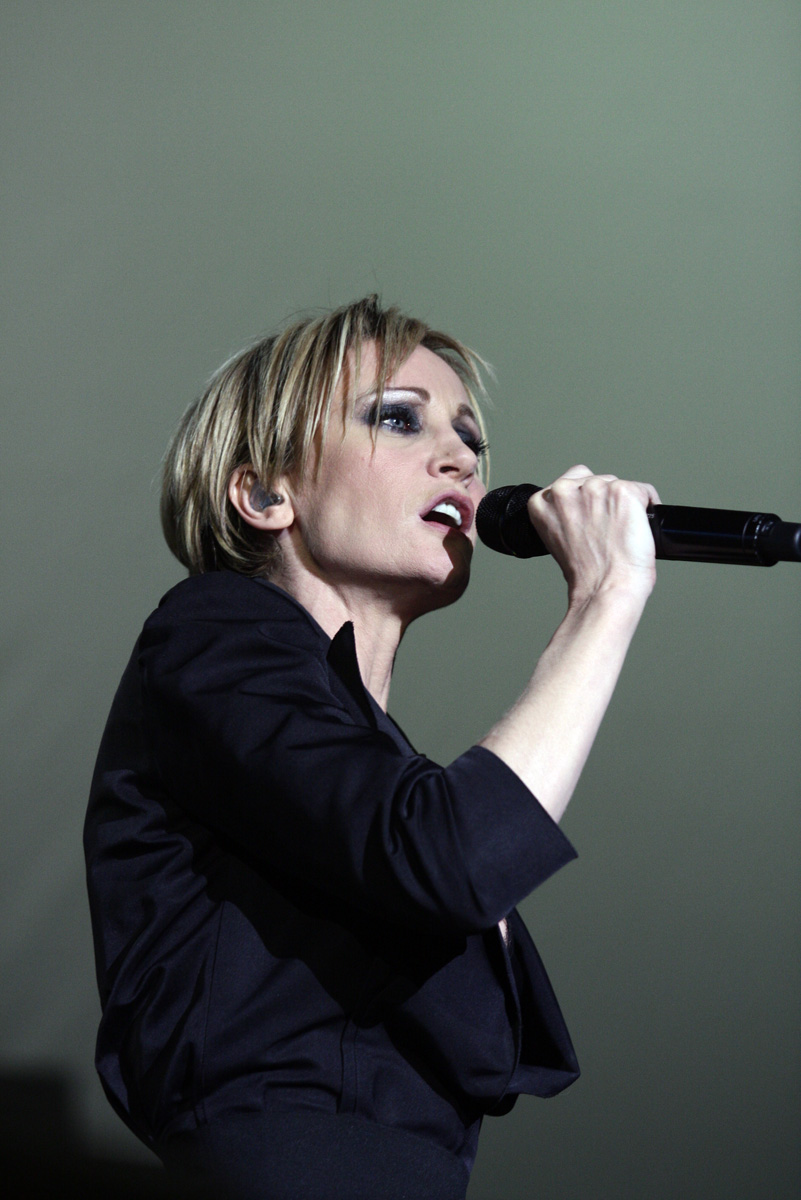
Patricia Kaas, artiste féminine.

- Patricia Kaas
  - Maurane
  - Vanessa Paradis

### Groupe
- Elmer Food Beat
  - Mano Negra
  - Niagara
  - Zouk Machine

### Révélation variétés masculine

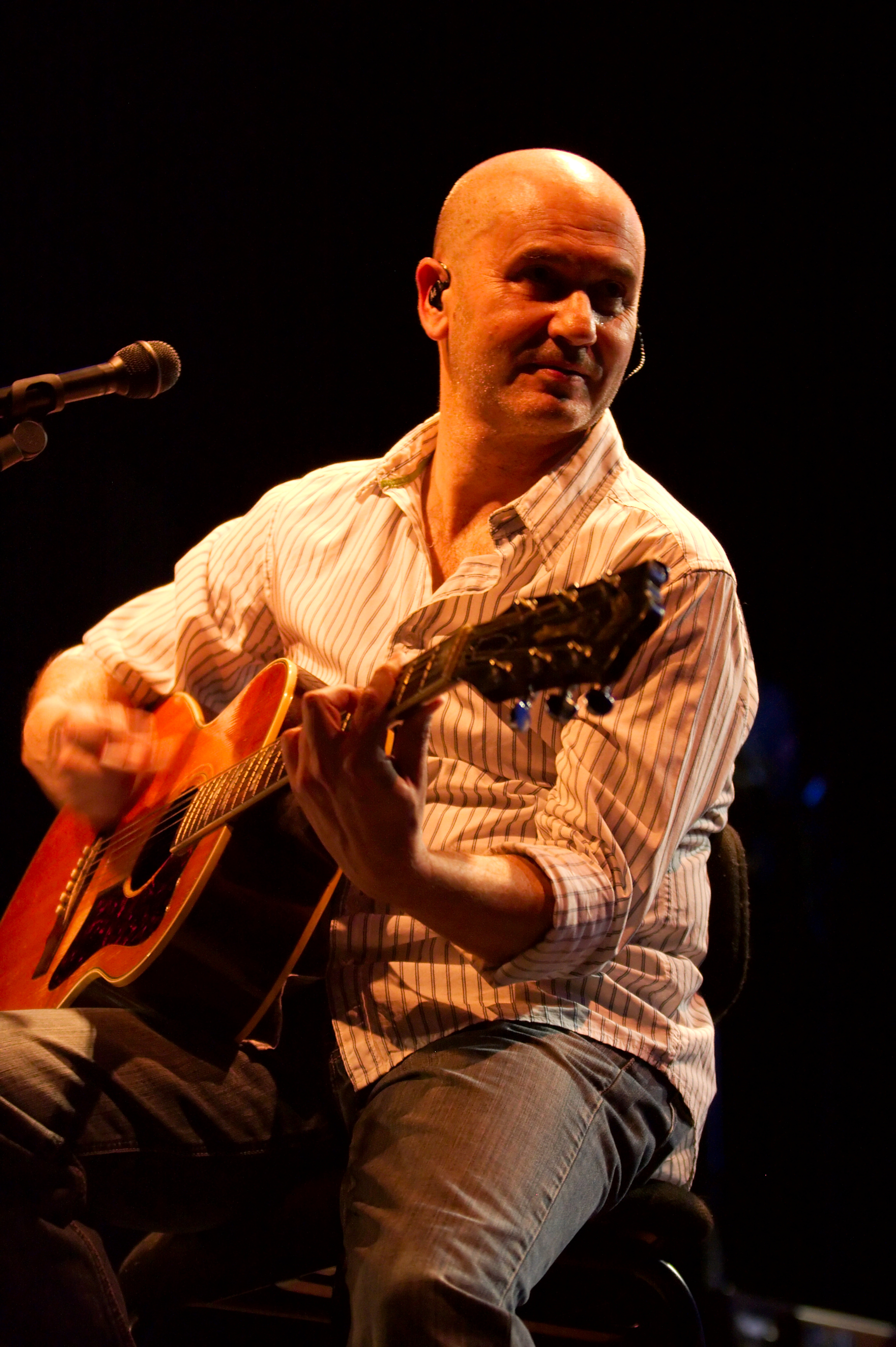
Art Mengo, révélation masculine.

- Art Mengo
  - Blondin
  - Thierry Hazard

### Révélation variétés féminine
- Liane Foly
  - Pauline Ester
  - Joëlle Ursull

### Album
- Nickel d'Alain Souchon
  - Alors regarde de Patrick Bruel
  - Le Privilège de Michel Sardou

### Chanson
- Fais-moi une place de Julien Clerc (paroles : Françoise Hardy - musique : Julien Clerc)
  - Au fur et à mesure de Liane Foly (paroles : Liane Foly - Philippe Viennet - musique : André Manoukian)
  - Under the rainbow d'Eddy Mitchell (paroles : Claude Moine - Boris Bergman - musique : Pierre Papadiamandis)

### Spectacle musical
(remis par Yves Montand)
- Johnny Hallyday à Bercy (Production : Camus/Coullier)
  - Patrick Bruel au Zénith (Production : Camus/Coullier/VMA)
  - Julien Clerc au Zénith (Production : Sidonie)

### Album de la communauté francophone
- Double de Roch Voisine
  - Ratata d'Arno
  - Touma de Mory Kanté
  - Long Courrier de Daniel Lavoie

### Album pour enfant
- La Petite Sirène, racontée par Nathalie Baye
  - Anne
  - La Petite Vague qui avait le mal de mer de Renaud

### Humoriste
- Les Inconnus
  - Pierre Palmade
  - Muriel Robin

### Musique de film
- Cyrano de Bergerac par Jean-Claude Petit
  - Ghost par Maurice Jarre
  - Nikita par Éric Serra

### Vidéo-clip
- Tandem de Vanessa Paradis, réalisé par Jean-Baptiste Mondino
  - Excalibur de William Sheller, réalisé par Philippe Druillet
  - J'ai vu de Niagara, réalisé par Daniel Chenevez

## Victoire de l'exportation
Patricia Kaas reçoit une victoire pour l'album Scène de vie, album le plus exporté de l'année.

## Artistes à nominations multiples
- Patrick Bruel (3)
- Julien Clerc (3)
- Michel Sardou (2)
- Vanessa Paradis (2)
- Liane Foly (2)
- Niagara (2)

## Artiste à récompenses multiples
- Patricia Kaas (2)